# Alexander Schmid
Alexander Schmid, född 9 juni 1994, är en tysk alpin skidåkare som debuterade i världscupen den 26 oktober 2014 i Sölden i Österrike. Han deltog vid olympiska vinterspelen 2018 och ingick i det tyska lag som blev femma i lagtävlingen. Tidigare i OS-tävlingarna hade Schmid kört ur det första åket i storslalom.
Schmid ingick i det tyska lag som blev trea i lagtävlingen den 16 mars 2018 i Åre i Sverige, detta var första gången han hamnade på pallen i världscupen.